# June 22, 2012 Bader Field Atlantic City, NY
Albums de Metallica
Lulu
(2011)
June 22, 2012 Bader Field Atlantic City, NY est un EP Live du groupe de thrash metal Metallica, qui a été enregistré à Atlantic City à New York le 22 juin 2012. L’album a été publié en téléchargement légal et gratuit au format mp3 sur le site livemetallica.com et contient trois titres issus des répétitions du premier concert du festival Orion + Music & More.

## Liste des titres
1. Creeping Death (6:05)
2. Hell And Back (6:29)
3. The Call Of Ktulu (7:21)